# Nawal El Jack
Malbas Jamous Nawal El-Jack (* 17. října 1988 Chartúm, Súdán) je súdánská běžkyně specializující se na běh na 400 metrů. Je dorostenecká mistryně světa z roku 2005 a juniorská bronzová medailistka z roku 2006. Účastnila se také olympijských her v Pekingu v roce 2008, kde byla vyřazena v semifinále.